# Дялу-Мік
Дялу-Мік (рум. Dealu Mic) — село у повіті Хунедоара в Румунії. Входить до складу комуни Топліца.
Село розташоване на відстані 292 км на північний захід від Бухареста, 22 км на південь від Деви, 135 км на південний захід від Клуж-Напоки, 123 км на схід від Тімішоари.

## Населення
За даними перепису населення 2002 року у селі проживали 50 осіб, усі — румуни. Усі жителі села рідною мовою назвали румунську.